# SOST
SOST (англ. Sclerostin) – білок, який кодується однойменним геном, розташованим у людей на короткому плечі 17-ї хромосоми. Довжина поліпептидного ланцюга білка становить 213 амінокислот, а молекулярна маса — 24 031.
| 10         |  | 20         |  | 30         |  | 40         |  | 50         |
| ---------- |  | ---------- |  | ---------- |  | ---------- |  | ---------- |
| MQLPLALCLV |  | CLLVHTAFRV |  | VEGQGWQAFK |  | NDATEIIPEL |  | GEYPEPPPEL |
| ENNKTMNRAE |  | NGGRPPHHPF |  | ETKDVSEYSC |  | RELHFTRYVT |  | DGPCRSAKPV |
| TELVCSGQCG |  | PARLLPNAIG |  | RGKWWRPSGP |  | DFRCIPDRYR |  | AQRVQLLCPG |
| GEAPRARKVR |  | LVASCKCKRL |  | TRFHNQSELK |  | DFGTEAARPQ |  | KGRKPRPRAR |
| SAKANQAELE |  | NAY        |  |            |  |            |  |            |

A: Аланін

C: Цистеїн

D: Аспарагінова кислота

E: Глутамінова кислота

F: Фенілаланін

G: Гліцин

H: Гістидин

I: Ізолейцин

K: Лізин

L: Лейцин

M: Метіонін

N: Аспарагін

P: Пролін

Q: Глутамін

R: Аргінін

S: Серин

T: Треонін

V: Валін

W: Триптофан

Задіяний у таких біологічних процесах, як сигнальний шлях Wnt, альтернативний сплайсинг. 
Білок має сайт для зв'язування з молекулою гепарину. 
Локалізований у позаклітинному матриксі.
Також секретований назовні.